# Cameră video

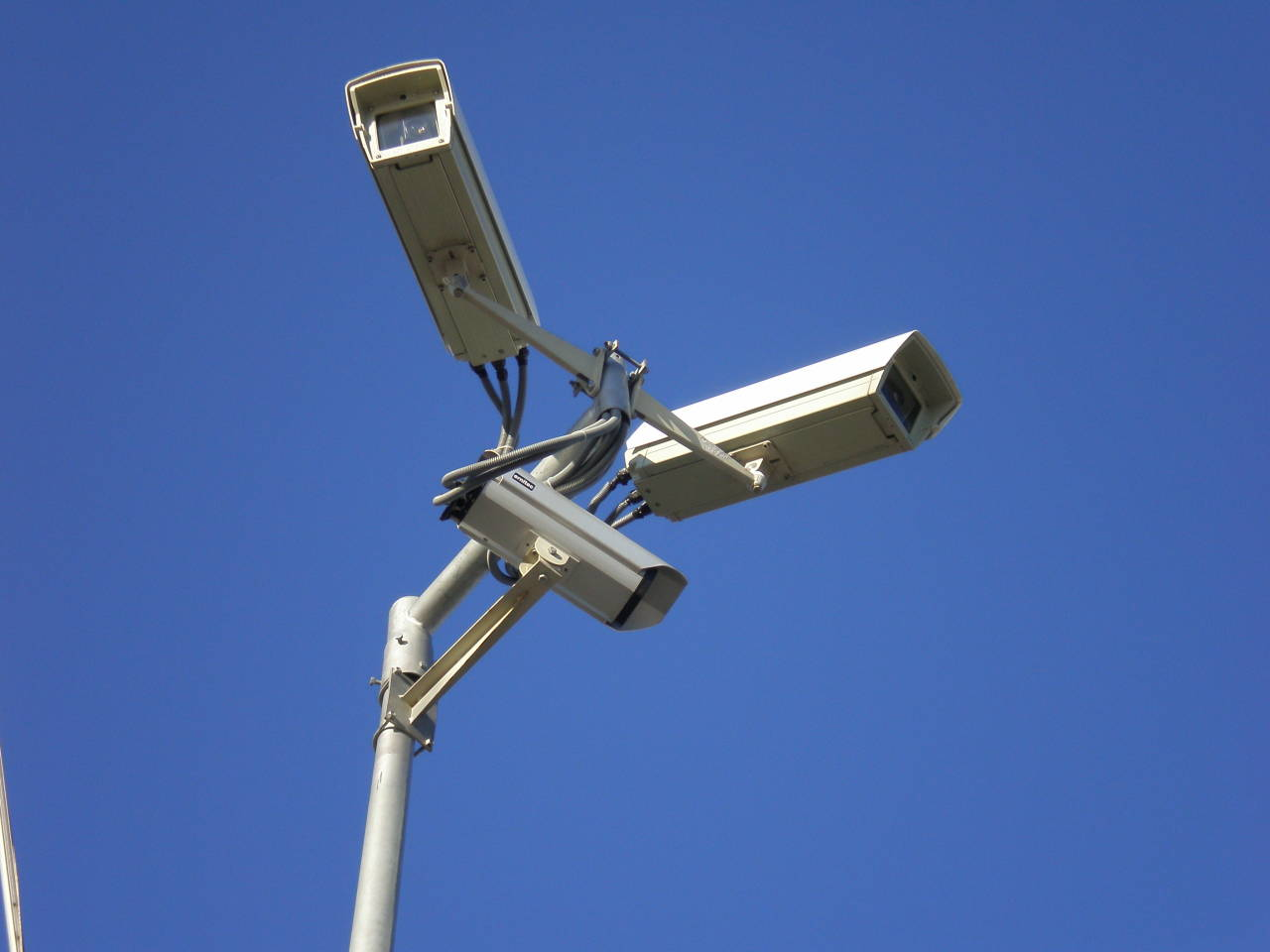
Camere de supraveghere, (CCTV)

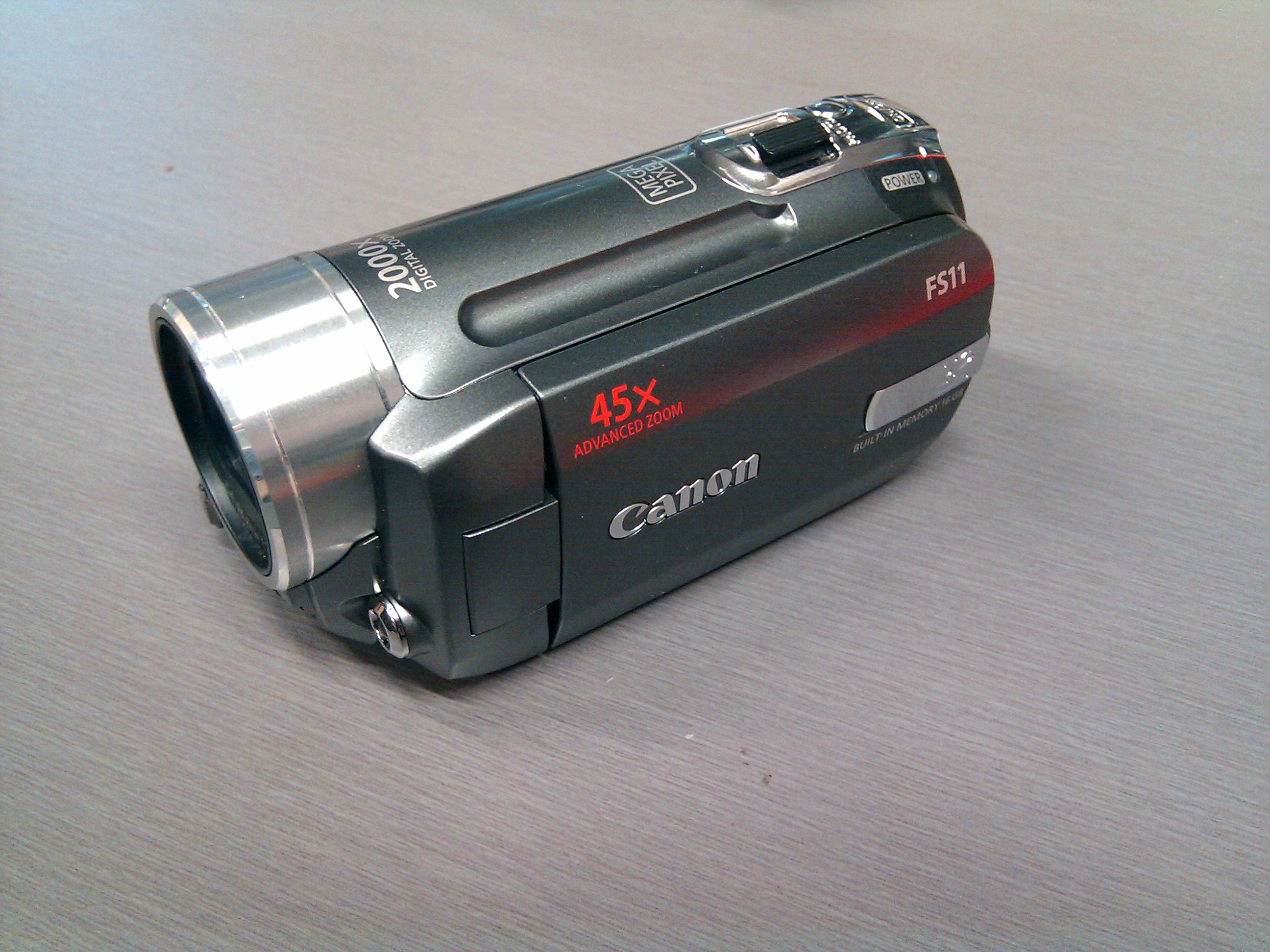
Cameră de filmat (Canon FS11 Camcorder)

O cameră video este un dispozitiv de înregistrare a imaginilor sub forma unor semnale electrice. Ea poate fi o cameră de supraveghere, folosită pentru a supraveghea acțiunea. O cameră video cu VCR (Video Cassette Recorder) integrat este numită camcorder. 
Un alt sens poate fi o cameră de filmat folosită de cameramani pentru a înregistra emisiuni TV, reportaje sau filmări personale. Prețurile variază de la ieftine la foarte scumpe în funcție de calități și de producător. 
Uneori, termenul de cameră video se referă exclusiv la camerele de supraveghere și securitate cu comunicare prin IP. 

## Rezoluția video
Primul și poate cel mai important criteriu de care trebuie să ții cont este rezoluția video a camerei de supraveghere. Claritatea imaginii este esențială pentru identificarea detaliilor importante, cum ar fi fețele persoanelor sau plăcuțele de înmatriculare ale vehiculelor. Camerele de supraveghere sunt disponibile în diverse rezoluții, de la standard definition (SD) la high definition (HD), full HD și chiar ultra high definition (4K). Fiecare tip de rezoluție oferă niveluri diferite de claritate și detalii. De exemplu, camerele HD oferă o imagine clară și detaliată, fiind ideale pentru majoritatea aplicațiilor rezidențiale, în timp ce camerele 4K oferă o claritate excepțională și sunt potrivite pentru zonele unde este necesară o identificare precisă.
Alegerea rezoluției potrivite depinde de nevoile tale specifice și de bugetul disponibil. O cameră cu o rezoluție mai mare va oferi o calitate mai bună a imaginii, dar va fi și mai scumpă. Este important să evaluezi care sunt zonele pe care dorești să le monitorizezi și ce nivel de detalii este necesar pentru fiecare dintre acestea. De exemplu, pentru monitorizarea unei curți mari, o cameră 4K poate fi o investiție bună, în timp ce pentru supravegherea unui garaj sau a unei intrări, o cameră HD poate fi suficientă.

## Tipul camerei
Un alt criteriu esențial de care trebuie să ții cont este tipul camerei de supraveghere. Camerele de supraveghere pot fi clasificate în funcție de mai multe caracteristici, cum ar fi destinația (interior sau exterior), funcționalitatea (fixe sau PTZ – pan-tilt-zoom) și tipul de conexiune (cu fir sau wireless). Camerele de interior sunt proiectate pentru a fi utilizate în spații închise și sunt de obicei mai mici și mai discrete. Acestea sunt ideale pentru monitorizarea holurilor, camerelor de zi sau altor spații din interiorul casei.
Camerele de exterior, pe de altă parte, sunt construite pentru a rezista la condițiile meteo nefavorabile și sunt de obicei echipate cu carcase rezistente la intemperii. Acestea sunt ideale pentru monitorizarea curților, grădinilor sau altor spații exterioare. Alegerea între o cameră fixă și una PTZ depinde de nevoile tale de supraveghere. Camerele fixe sunt orientate într-o singură direcție și oferă un câmp vizual fix, fiind potrivite pentru monitorizarea unor zone specifice. Camerele PTZ pot fi rotite și înclinate la distanță, oferind o acoperire mai largă și fiind ideale pentru monitorizarea unor spații mari sau pentru urmărirea mișcărilor.

## Stocarea datelor
Stocarea datelor este un alt aspect crucial de care trebuie să ții cont atunci când alegi o cameră de supraveghere. Există două metode principale de stocare a datelor: stocare locală și stocare în cloud. Stocarea locală presupune salvarea înregistrărilor pe un dispozitiv fizic, cum ar fi un hard disk sau un card SD. Această metodă oferă control complet asupra datelor, dar poate fi vulnerabilă în cazul unui incident care distruge echipamentul. De asemenea, capacitatea de stocare poate fi limitată, necesitând ștergerea periodică a datelor vechi pentru a face loc pentru noile înregistrări.
Stocarea în cloud, pe de altă parte, presupune încărcarea datelor pe servere externe, permițând accesul la înregistrări de oriunde, prin intermediul internetului. Această metodă oferă un nivel suplimentar de securitate, deoarece datele sunt protejate împotriva furtului sau distrugerii fizice. Cu toate acestea, stocarea în cloud poate implica costuri suplimentare sub formă de abonamente lunare sau anuale. Alegerea metodei de stocare potrivite depinde de preferințele tale pentru control și accesibilitate, precum și de bugetul disponibil.

## Accesul la distanță
Un alt criteriu important de luat în considerare este accesul la distanță. Capacitatea de a monitoriza și controla camerele de supraveghere de la distanță poate aduce un plus de confort și siguranță. Majoritatea sistemelor moderne de supraveghere oferă aplicații mobile și interfețe web care îți permit să vizualizezi în timp real imaginile capturate de camere și să primești alerte și notificări instantanee în cazul detectării unei activități suspecte. Aceasta înseamnă că poți monitoriza locuința ta chiar și atunci când ești plecat, oferindu-ți liniștea sufletească că totul este în ordine.
Accesul la distanță este deosebit de util în cazul unor incidente, permițându-ți să reacționezi prompt și să iei măsurile necesare pentru a proteja locuința. De exemplu, dacă primești o alertă despre o mișcare suspectă în curtea ta, poți verifica imediat imaginile video și, dacă este necesar, poți contacta autoritățile. Alegerea unui sistem de supraveghere care oferă acces la distanță este esențială pentru a beneficia de toate avantajele pe care tehnologia modernă le poate oferi în ceea ce privește securitatea locuinței tale.

## Legăturiexterne
- „Videocameră” la DEX online

## Veziși
- Big Brother
- Cameră obscură
- Cameră web
- Monitorizare fiziologică la distanță
- O mie nouă sute optzeci și patru (roman)
- Supraveghere în masă
- Video
- Videochat
- Videoclip